# Sabaillan
Sabaillan é uma comuna francesa na região administrativa de Occitânia, no departamento de Gers. Estende-se por uma área de 11,21 km². Em 2010 a comuna tinha 154 habitantes (densidade: 13,7 hab./km²).